# Frank Stephenson
Pour les articles homonymes, voir Stephenson.
Frank Stephenson (né le 3 octobre 1959) est un designer automobile américain, chef designer de McLaren Automotive depuis 2008. Il est considéré comme « un des plus influents designers automobiles de notre époque » pour avoir conçu de nombreux modèles emblématiques à succès pour Ford, BMW, Fiat, Lancia, Alfa Romeo, Pininfarina, Ferrari, Maserati, et McLaren ...

## Biographie
Frank Stephenson naît le 3 octobre 1959 à Casablanca au Maroc, d'un père américain d'origine norvégienne et d'une mère espagnole. Il suit ses parents à travers le monde pour l'emploi de son père à Malaga en Espagne, à Istanbul en Turquie, à Madrid, puis aux États-Unis ... et apprend à parler anglais, norvégien, français, allemand, italien, espagnol et arabe.

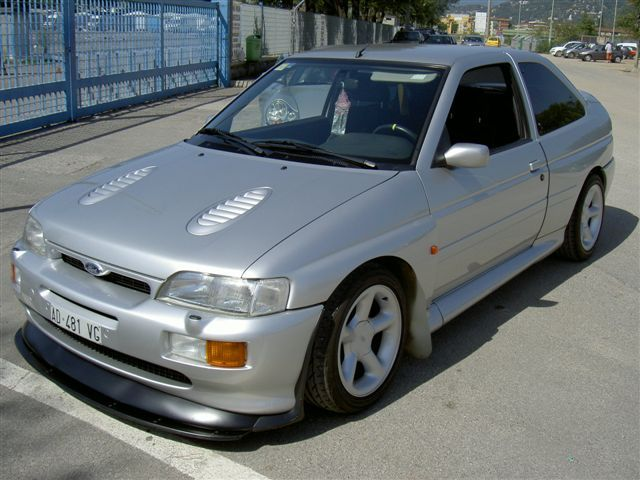
Ford Escort RS Cosworth
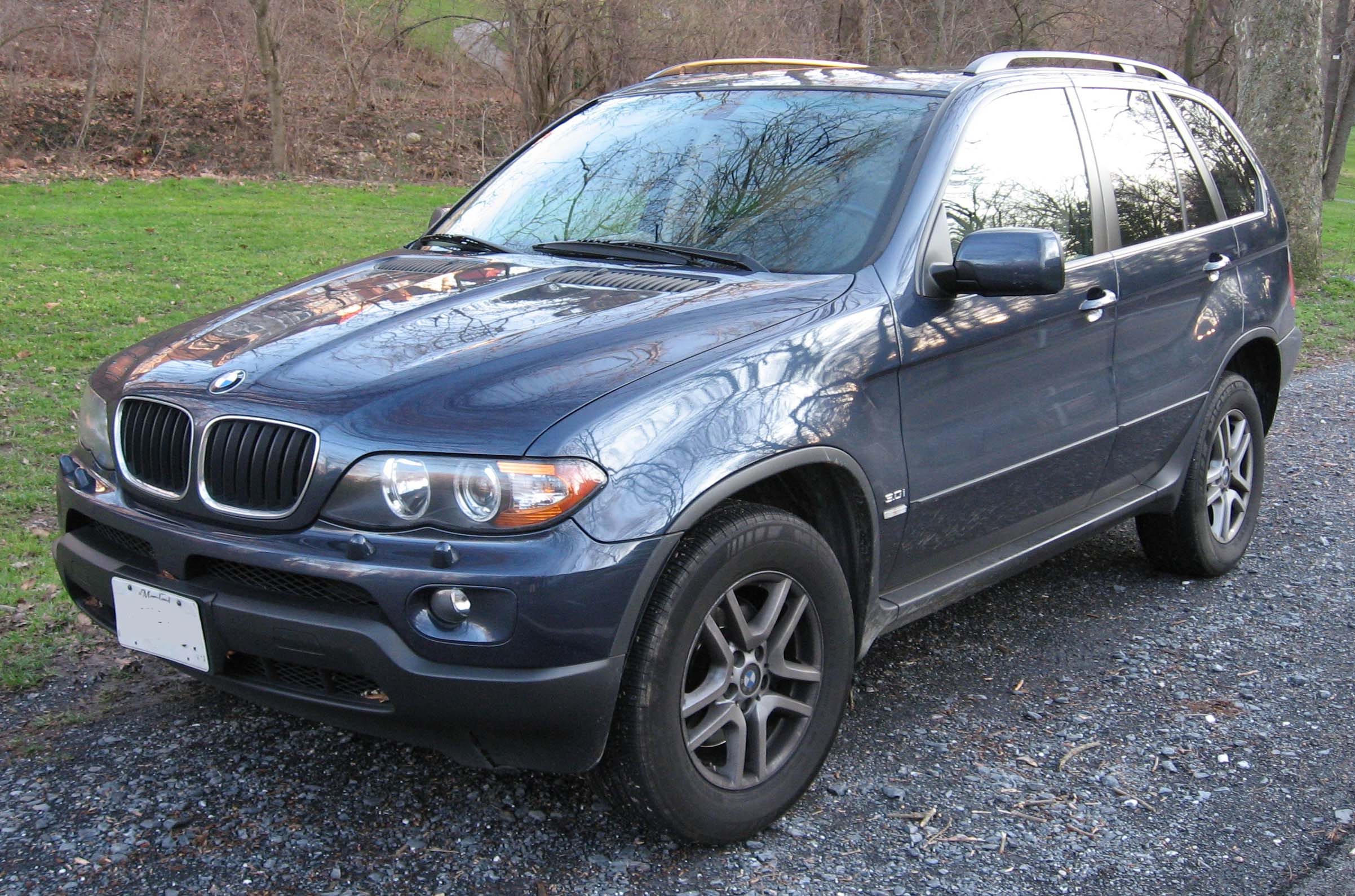
BMW X5 2000
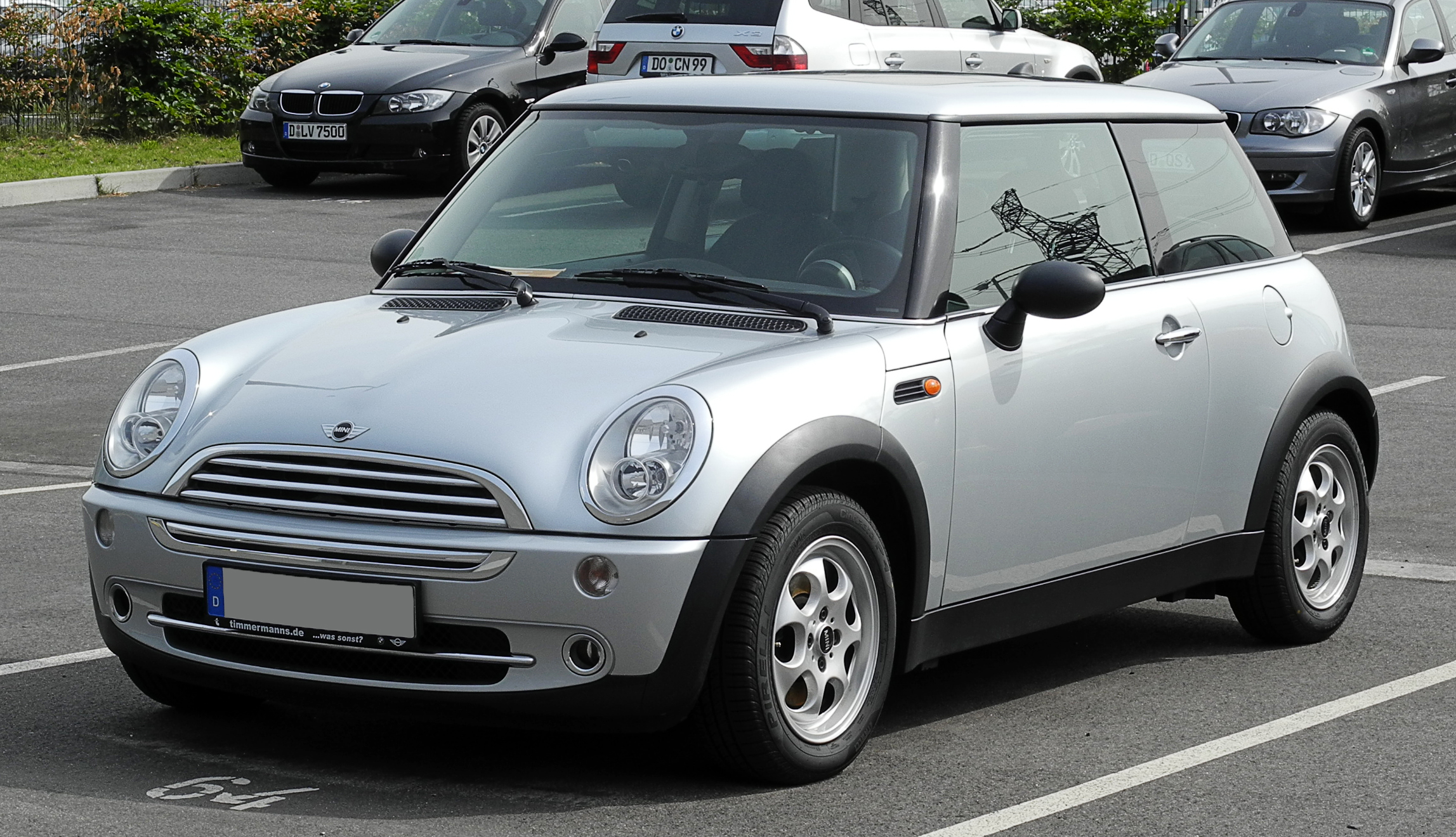
Mini 2001

Passionné de moto et d'automobile, il se consacre durant six ans à la compétition en moto-cross. Sa passion le mène ensuite à étudier le design industriel au Art Center College of Design de Pasadena en Californie entre 1983 et 1986. Il commence sa carrière de designer chez Ford en Allemagne, où il participe à l’élaboration du design de la Ford Escort RS Cosworth, et dit tirer son inspiration créative du monde des jouets (dont son bureau est rempli), de la nature, du monde animal, et du biomimétisme...

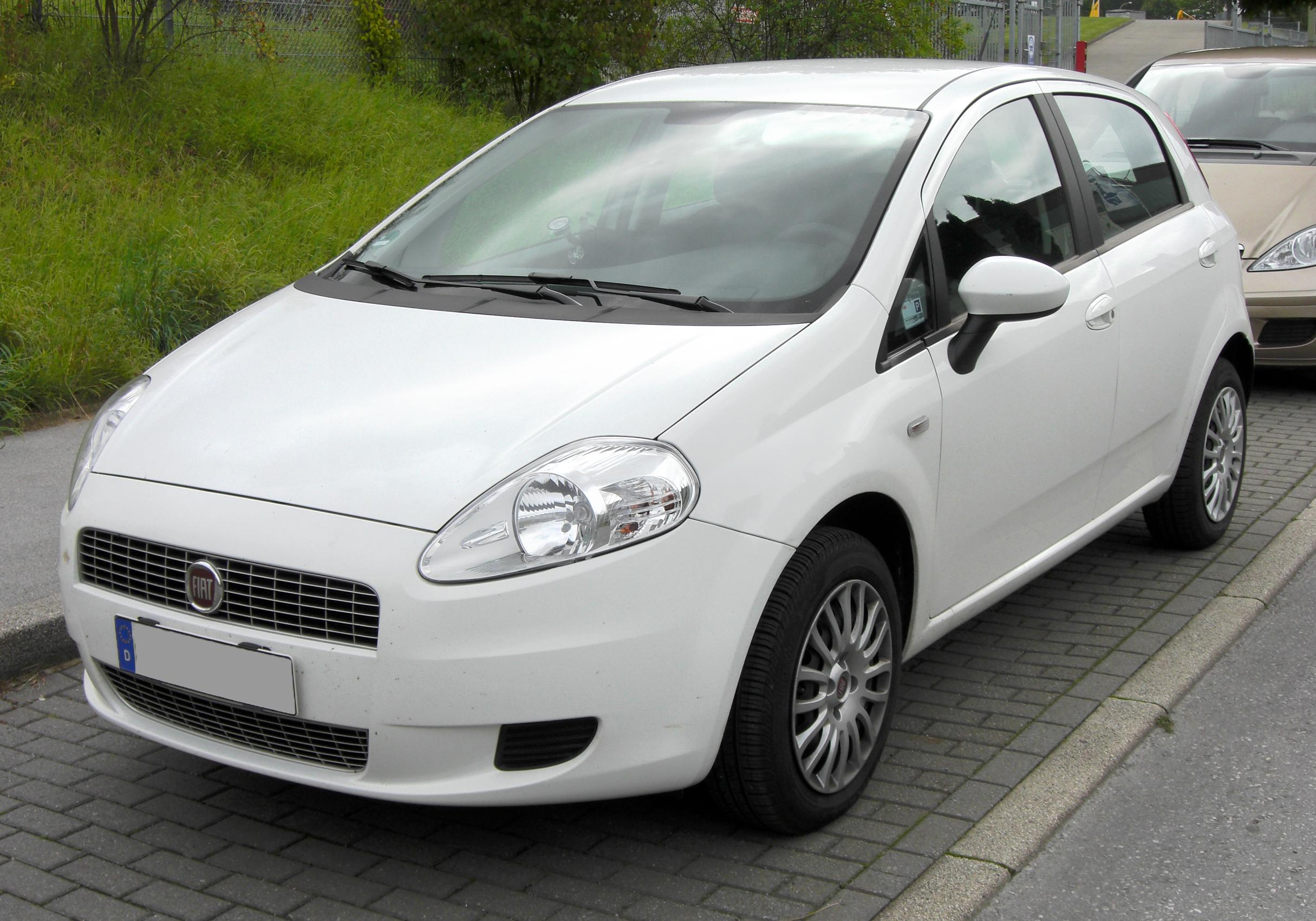
Fiat Punto 2005
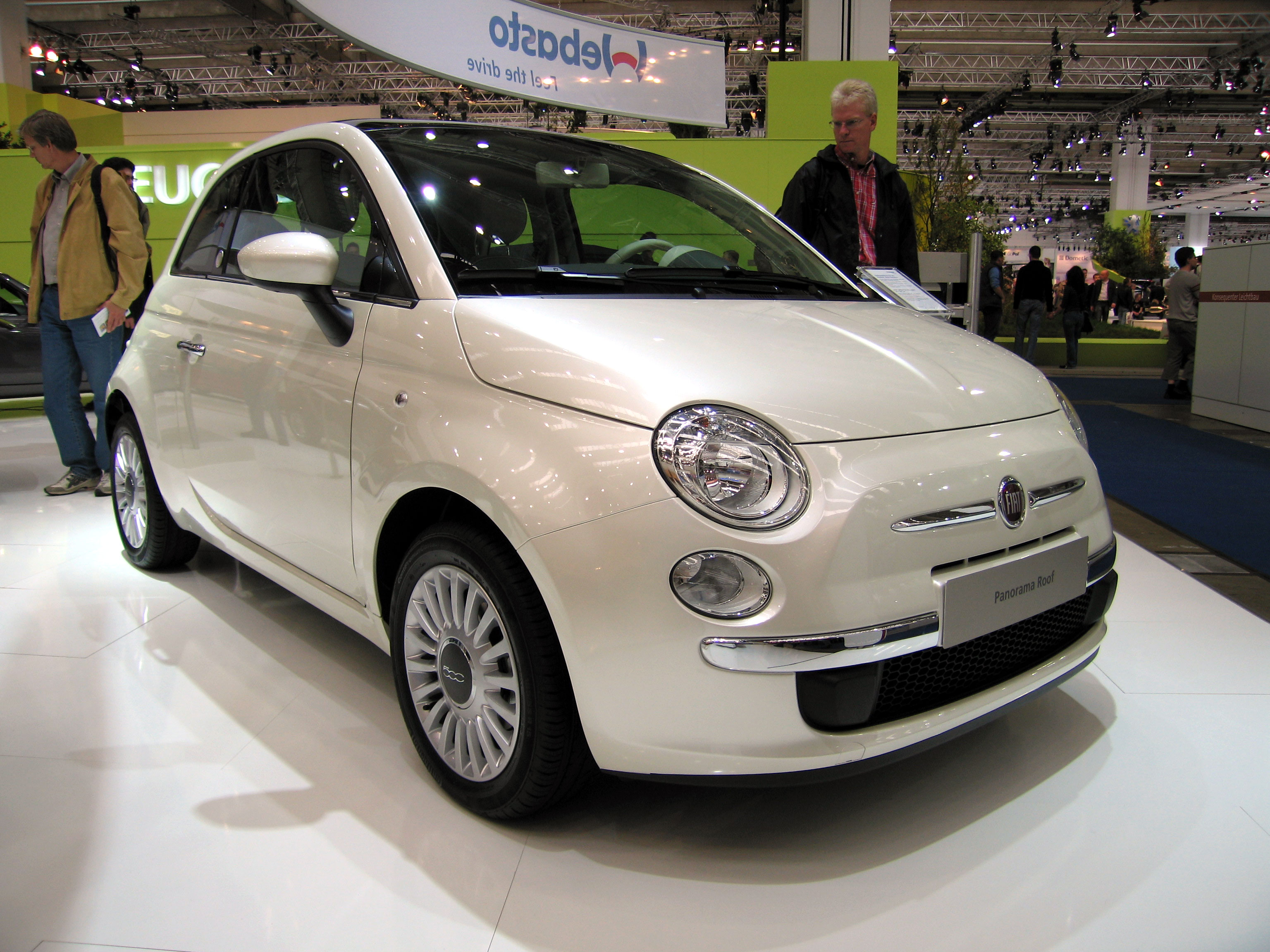
Fiat 500 (2007)
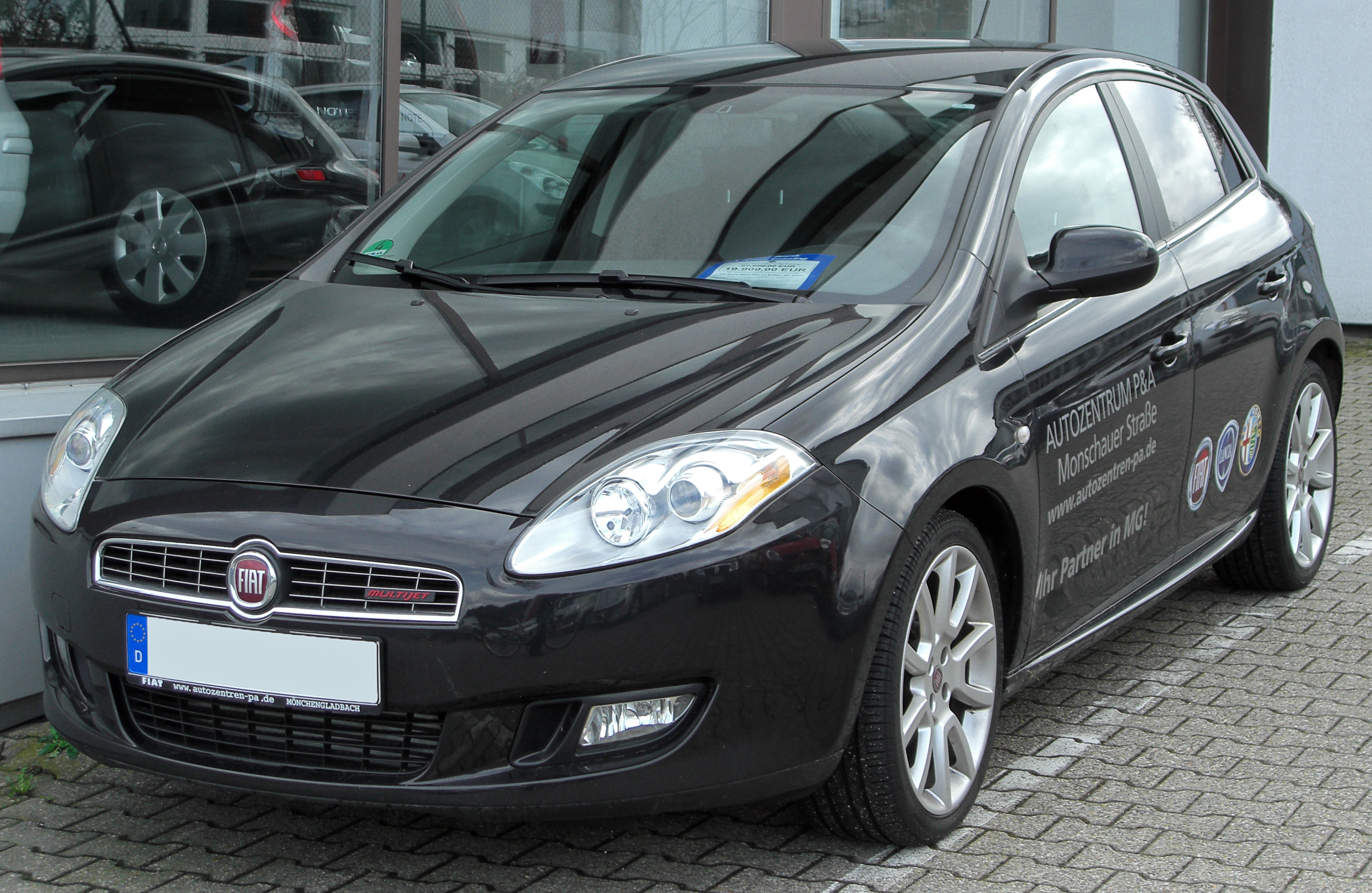
Fiat Bravo 2007
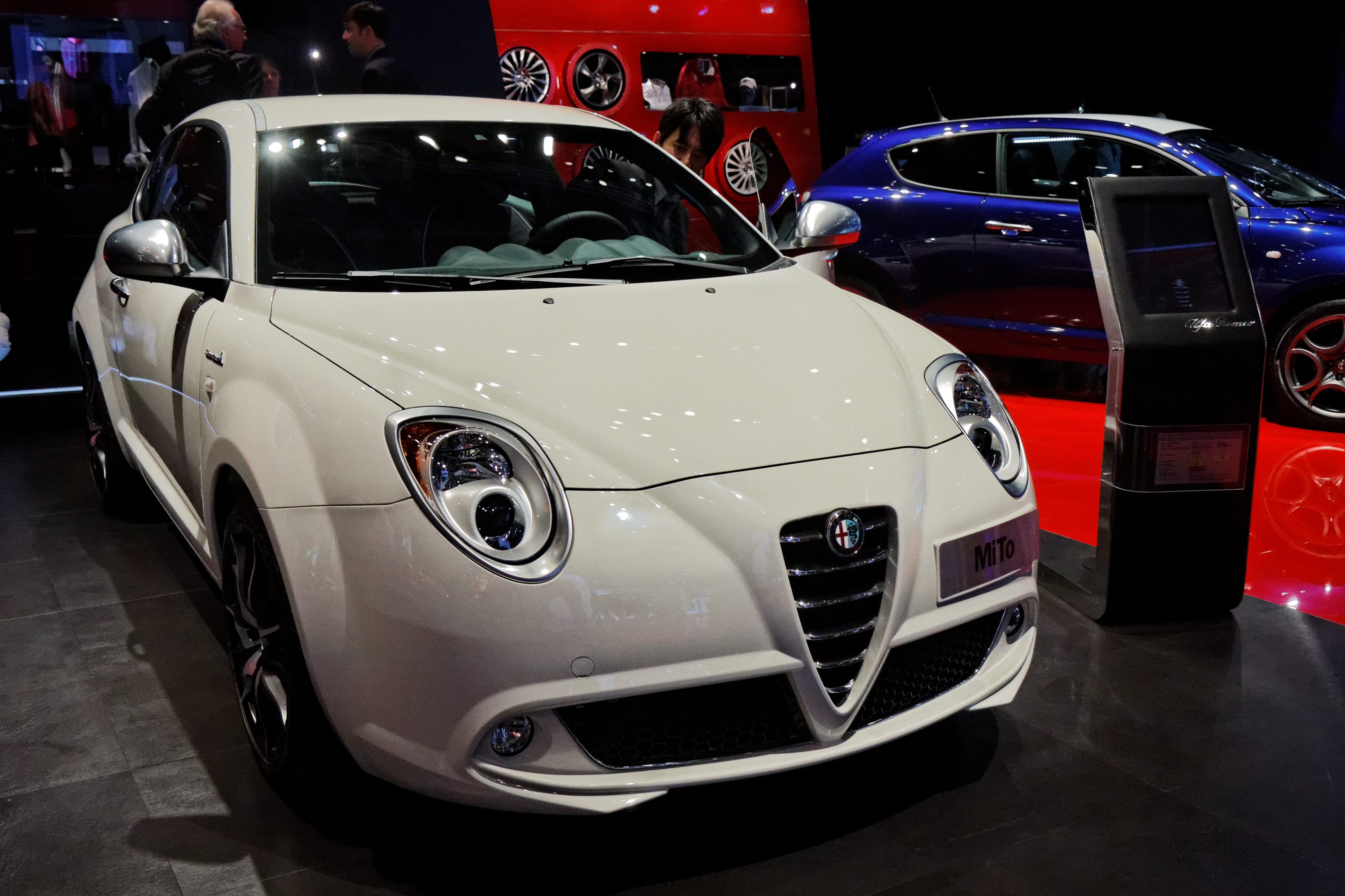
Alfa Romeo MiTo 2008
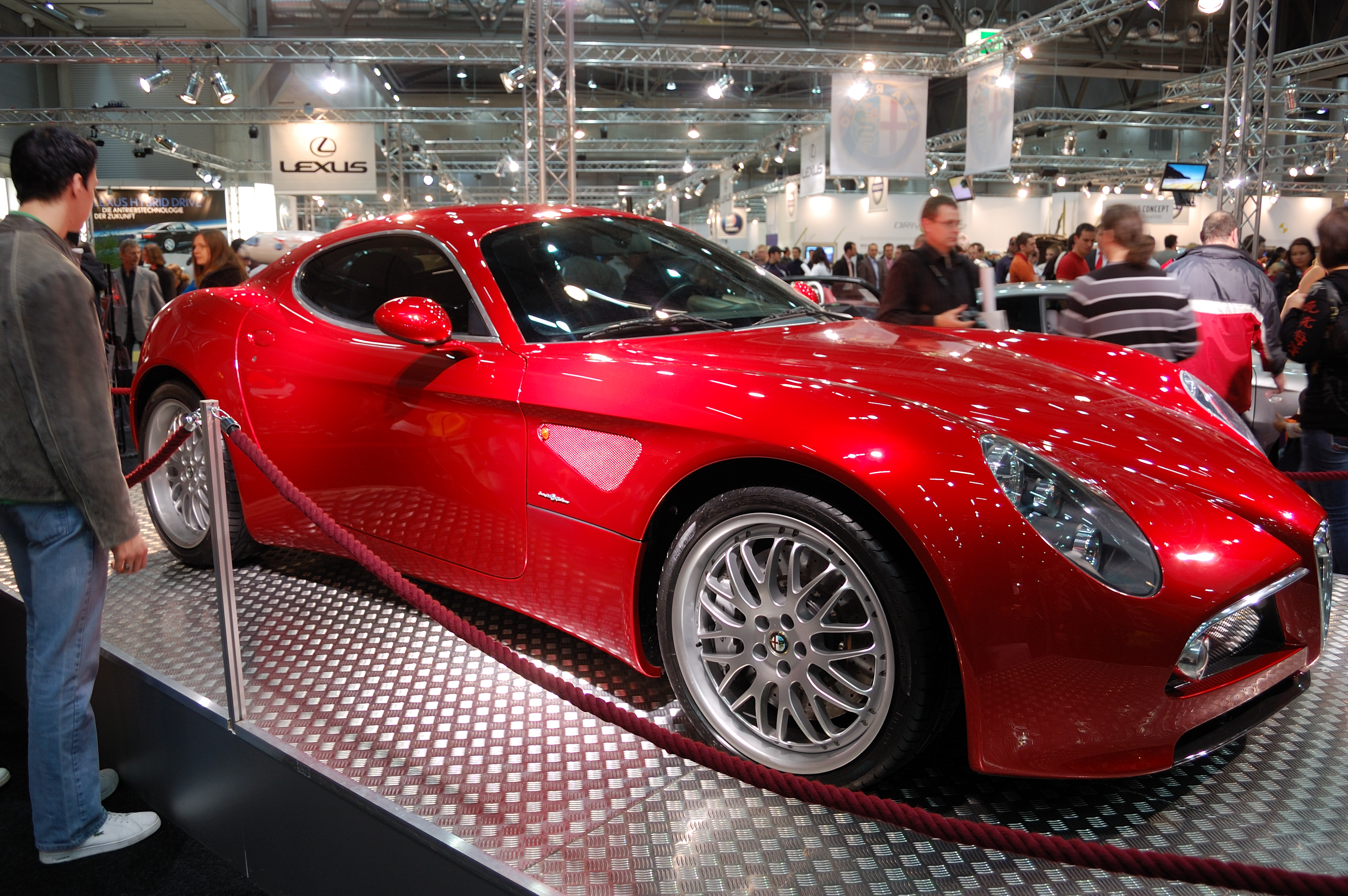
Alfa Romeo 8C Competizione
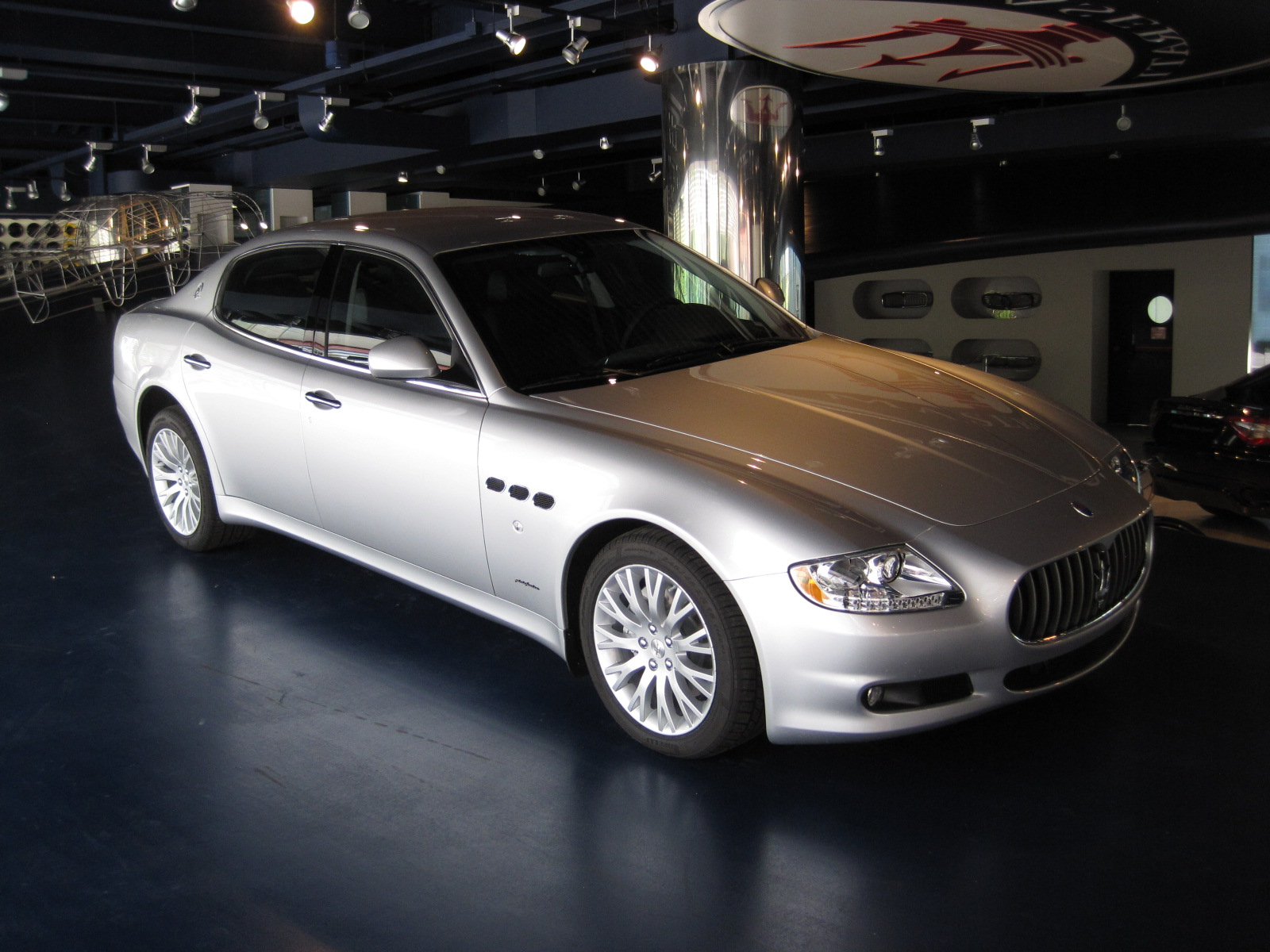
Maserati Quattroporte V

Il rejoint ensuite BMW durant 11 ans pour qui il élabore la BMW X5. En 2001 le constructeur retient son étude de design pour relooker la Mini de BMW, ce qui lui vaut le prix de la « voiture nord-américaine de l'année » du salon automobile de Détroit 2003.
En juillet 2002 Stephenson travaille pour Pininfarina et est nommé à la fois directeur du design de Ferrari et de Maserati, pour qui il élabore les Maserati MC12, Maserati Quattroporte V, Ferrari F430, Ferrari 612 Scaglietti (avec Sergio Pininfarina), et Ferrari FXX.

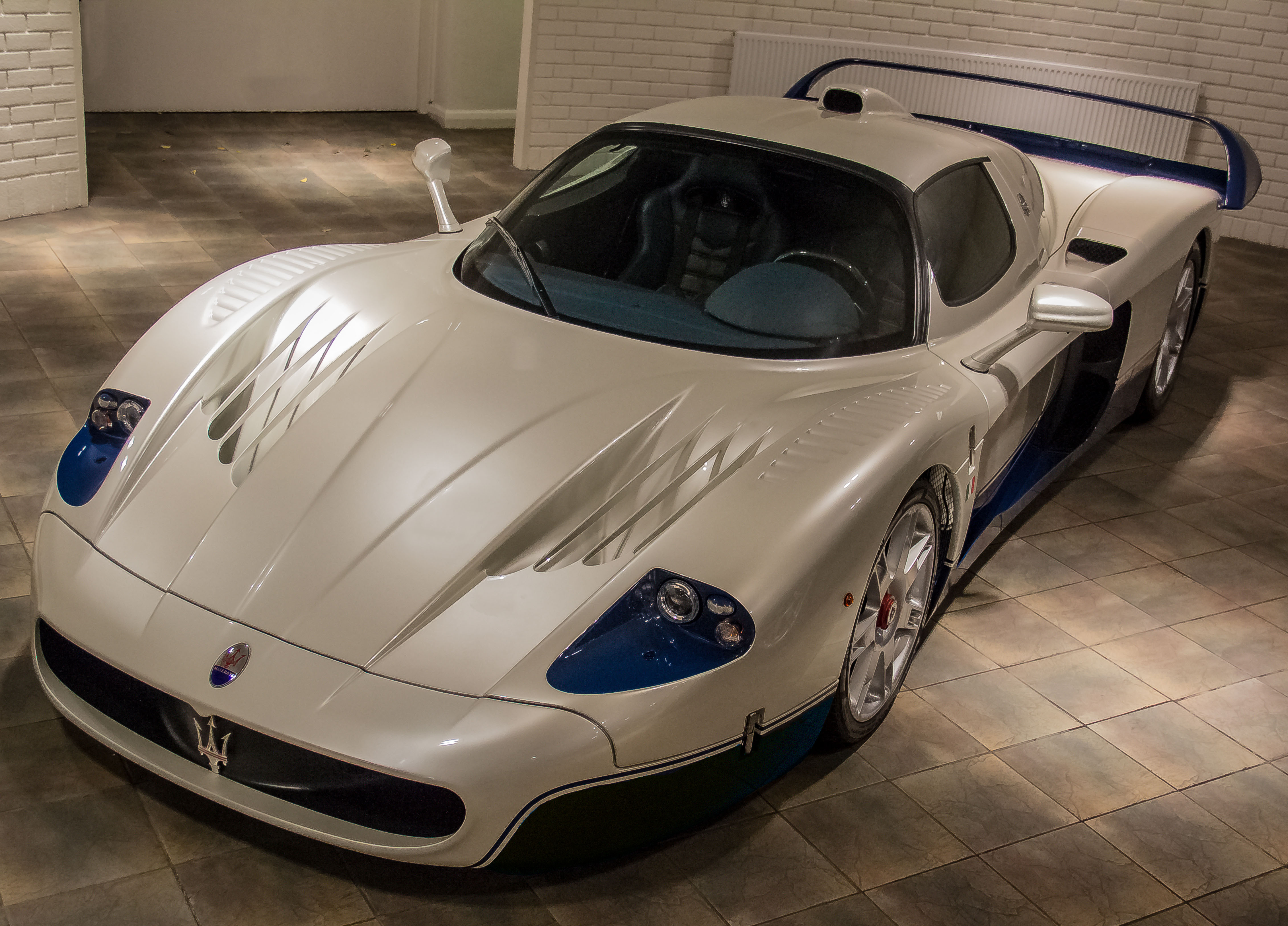
Maserati MC12 2004
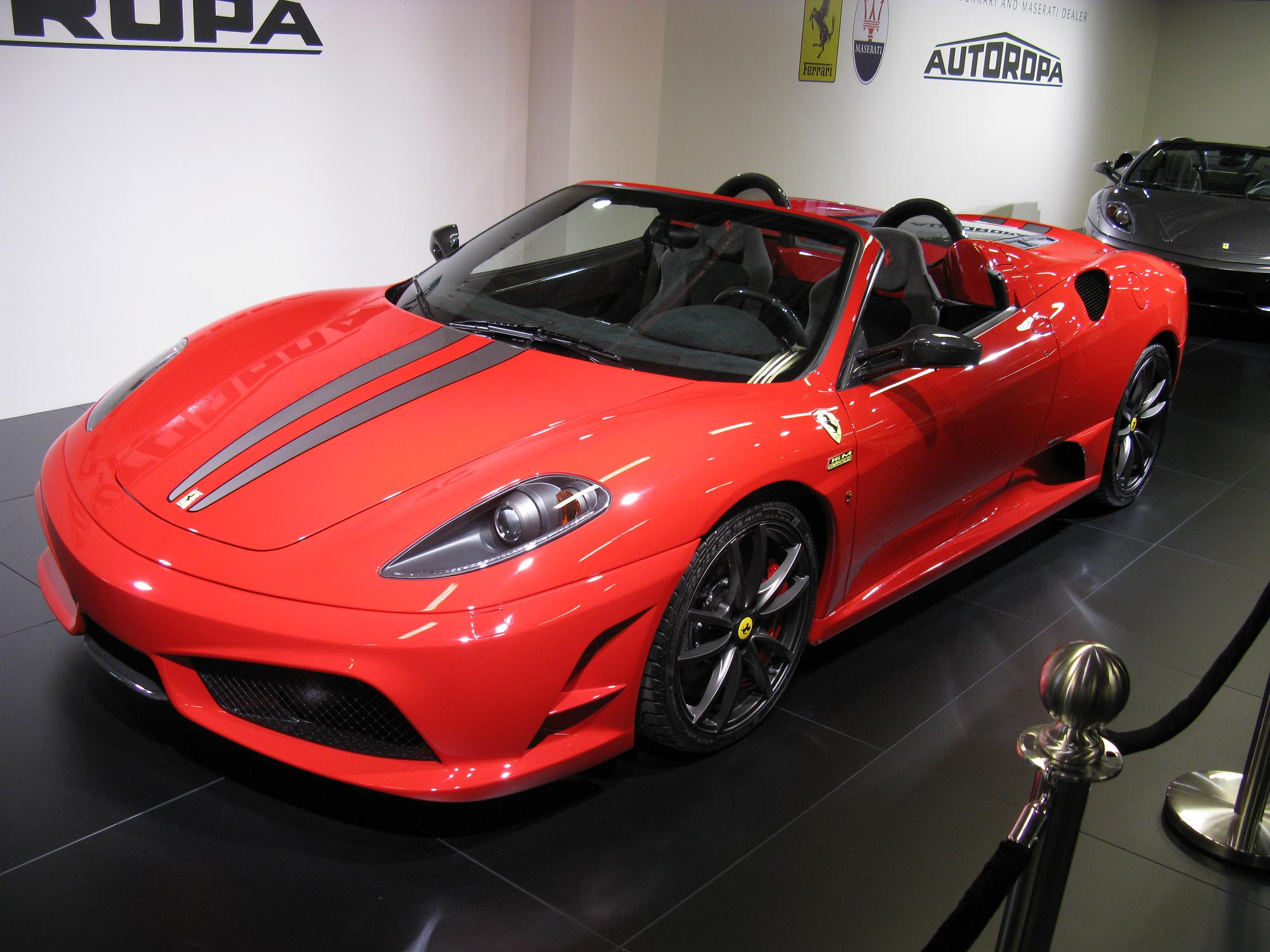
Ferrari F430 Spider 2004
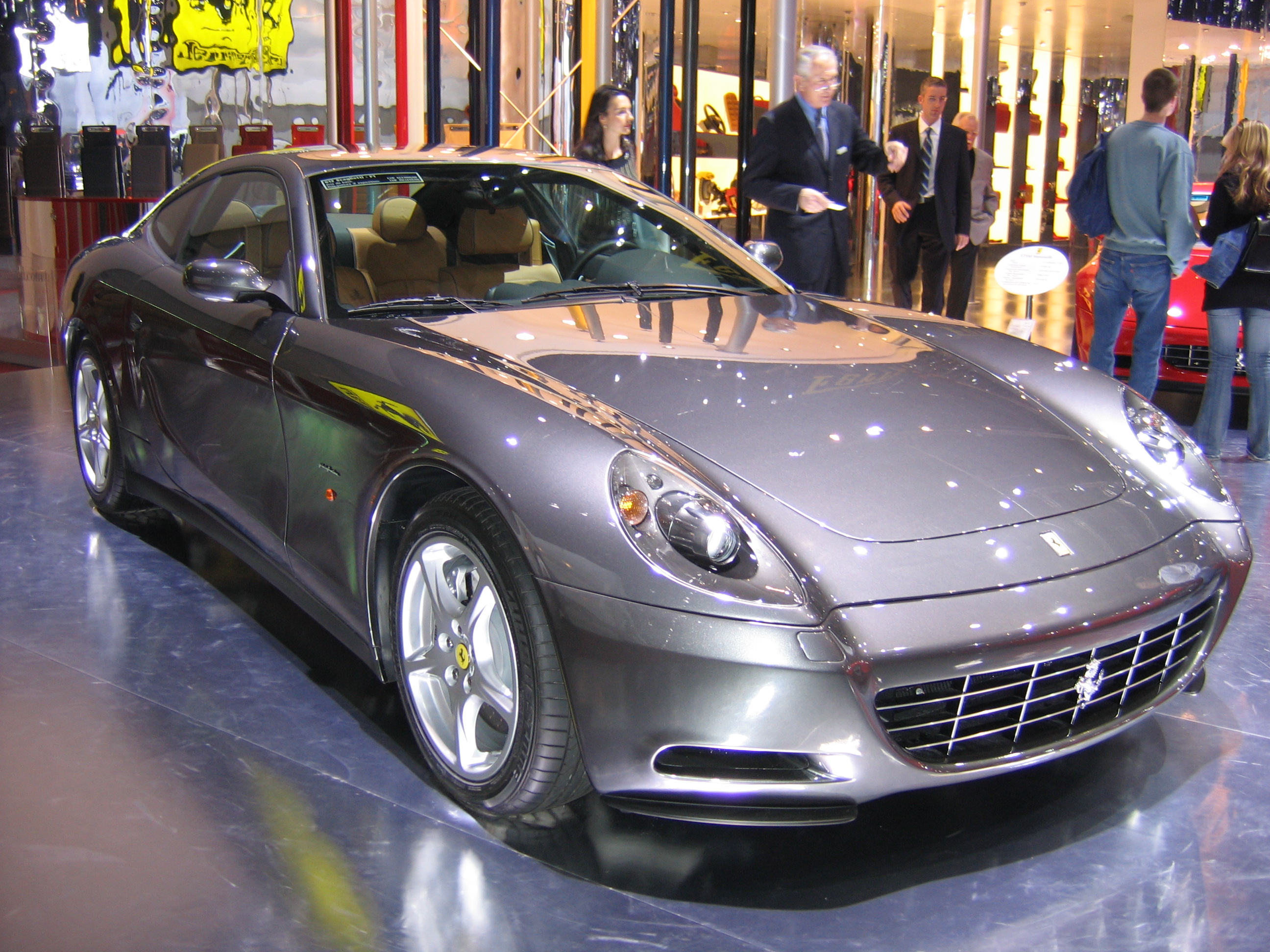
Ferrari 612 Scaglietti 2004
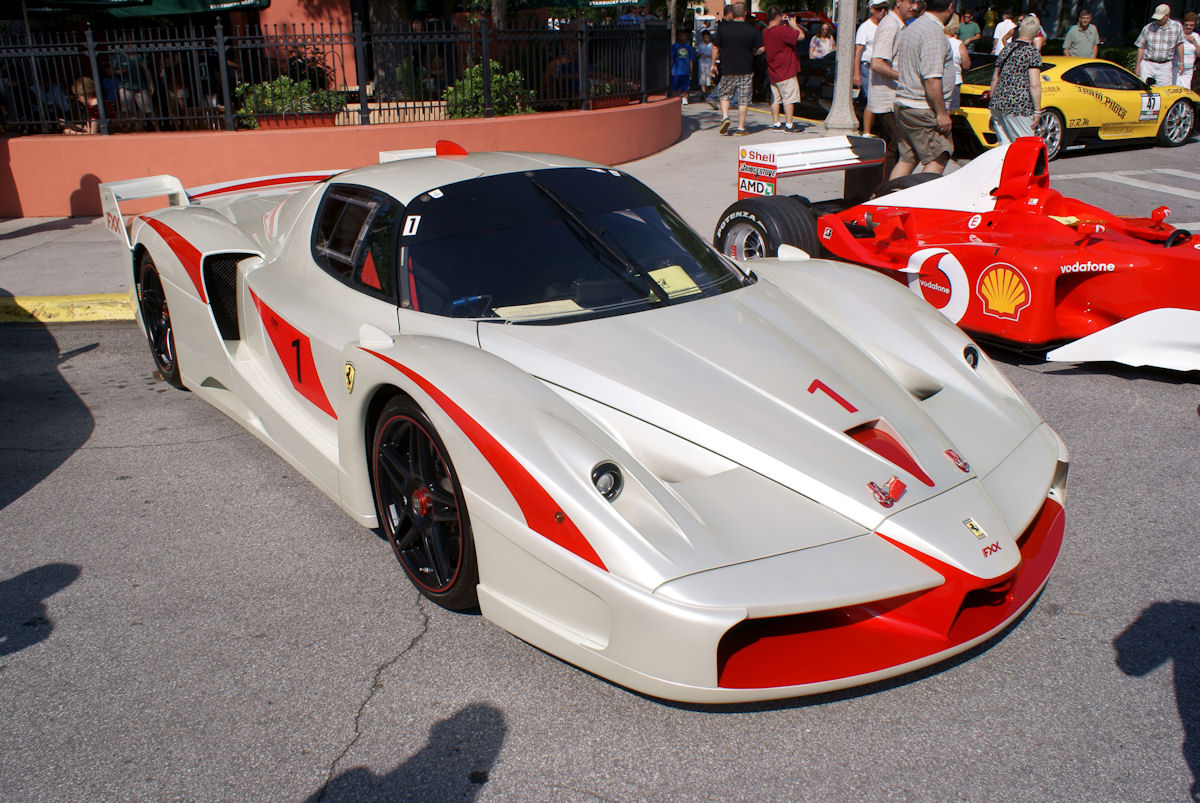
Ferrari FXX 2005
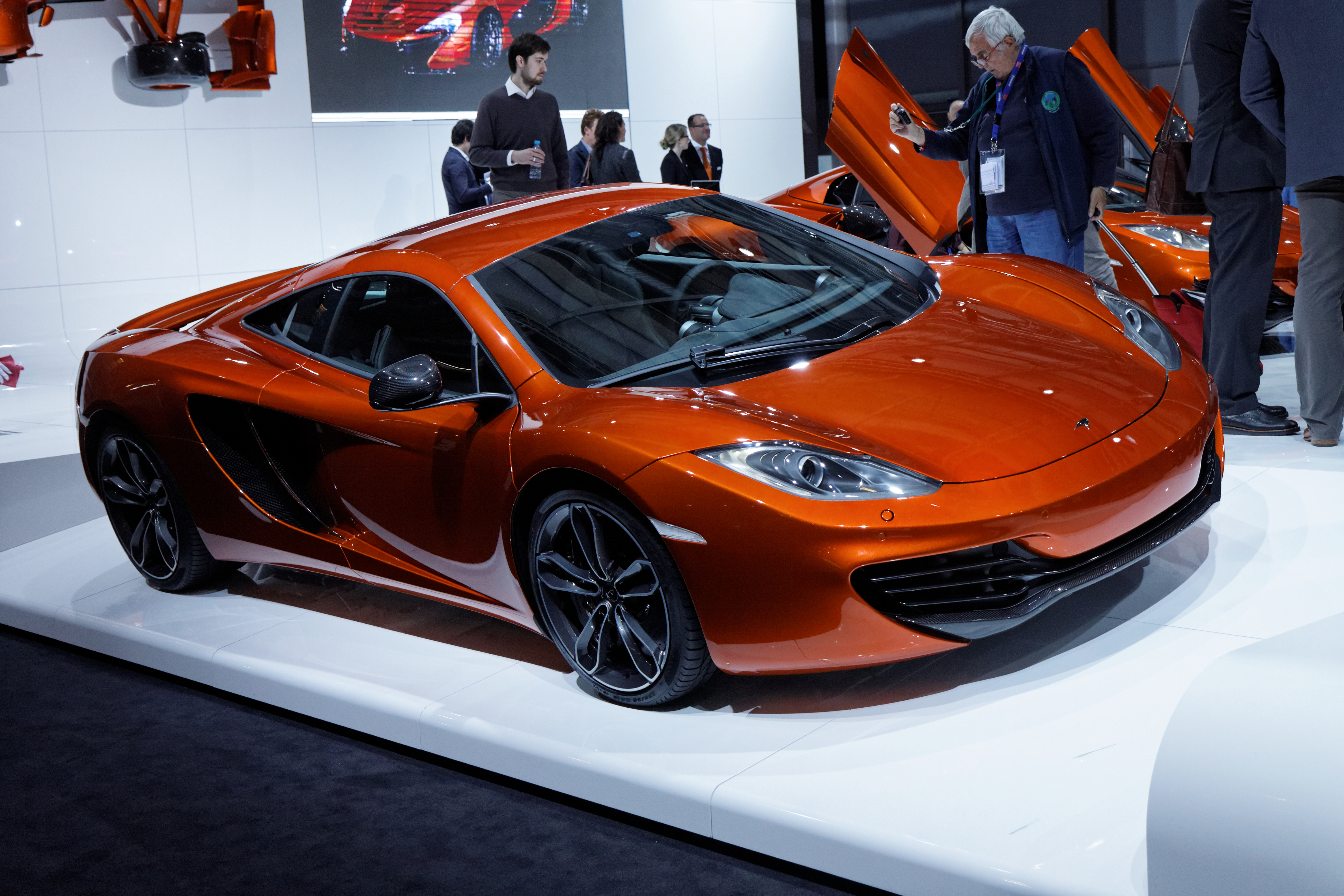
McLaren MP4-12C 2011

Le 22 février 2005, à la suite de son succès chez Ferrari, il est nommé à la tête du design de Fiat et Lancia et contribue à relancer avec succès l'industrie Fiat, alors en difficulté, avec l'élaboration de l'évolution des Fiat Punto, Fiat Bravo et Fiat 500 (2007). En juin 2007 il est nommé chef designer chez Alfa Romeo à la suite de Wolfgang Egger, ou il élabore les Alfa Romeo MiTo et Alfa Romeo 8C Competizione. Le designer Lorenzo Ramaciotti lui succède à la direction du design du groupe Fiat.

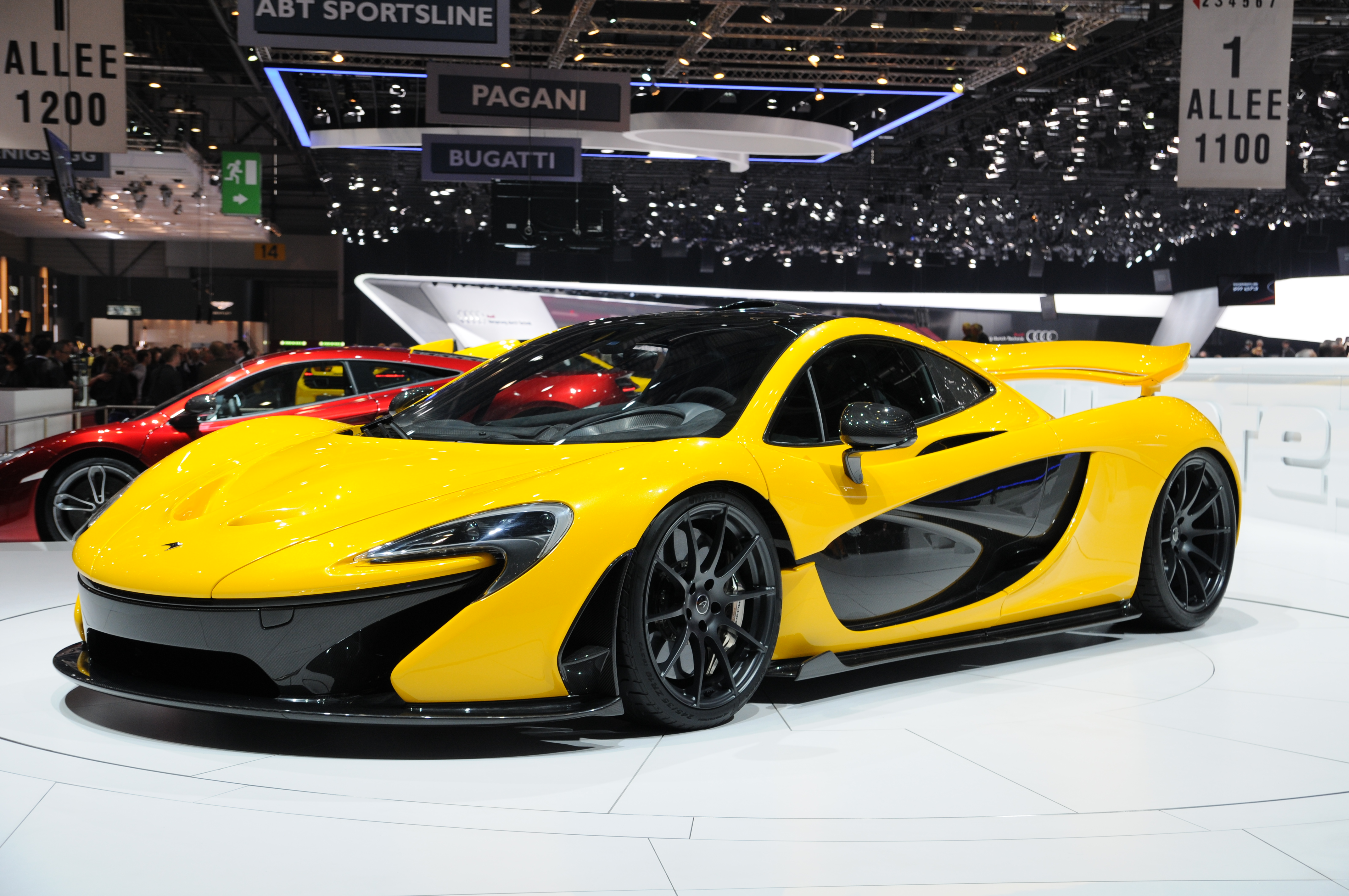
McLaren P1 2013
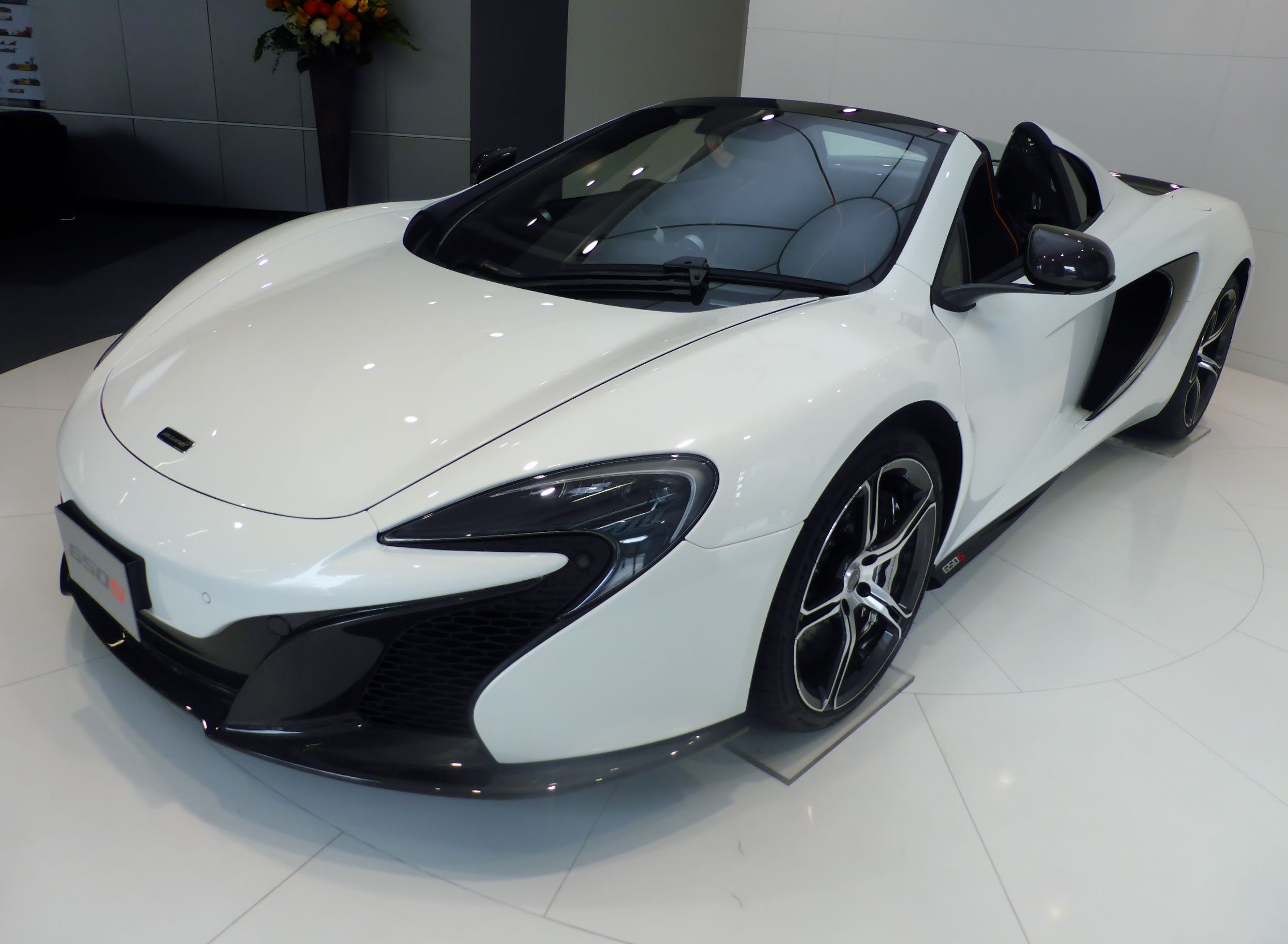
McLaren 650 S Spider 2014
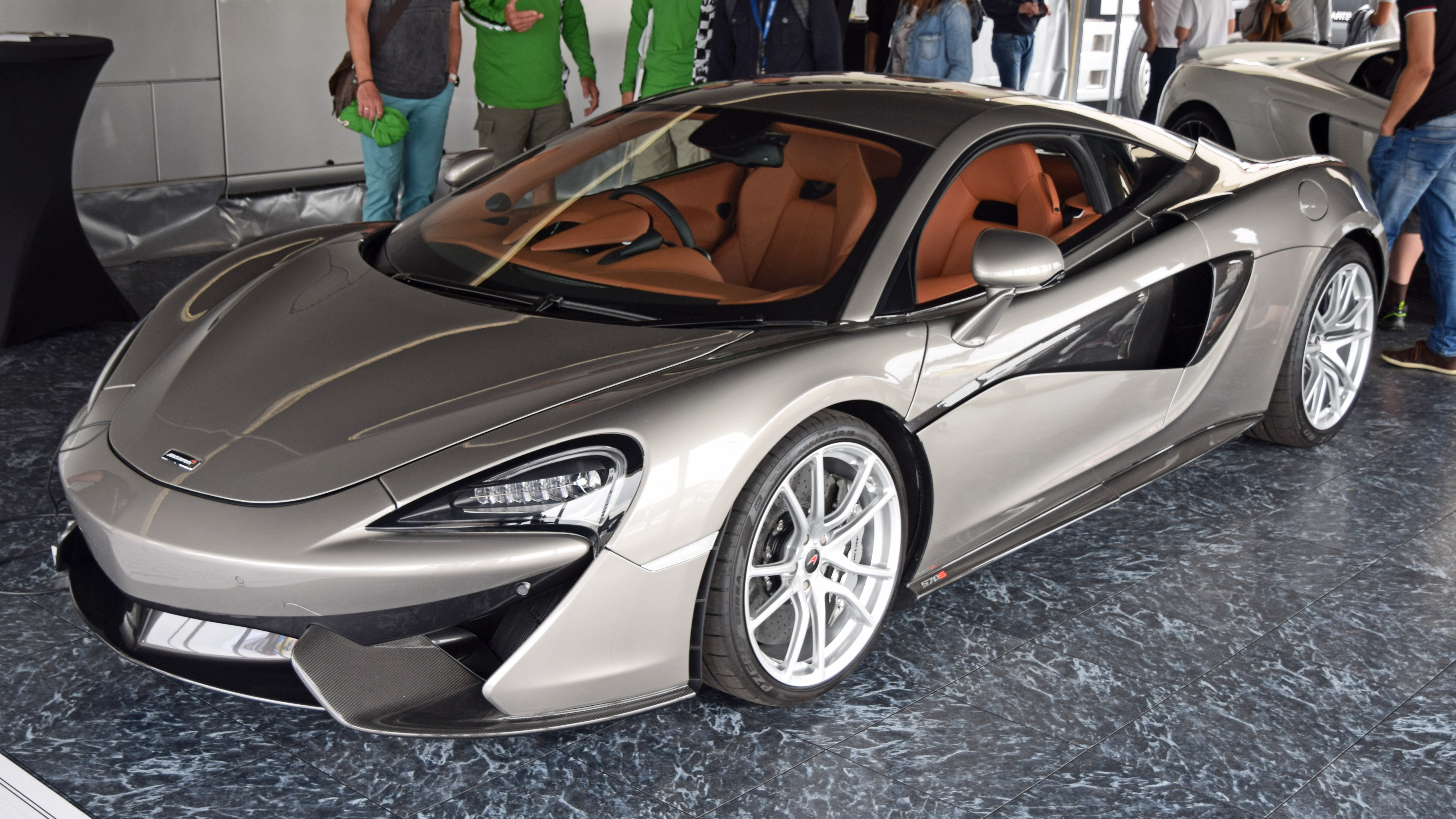
McLaren 570S de 2015
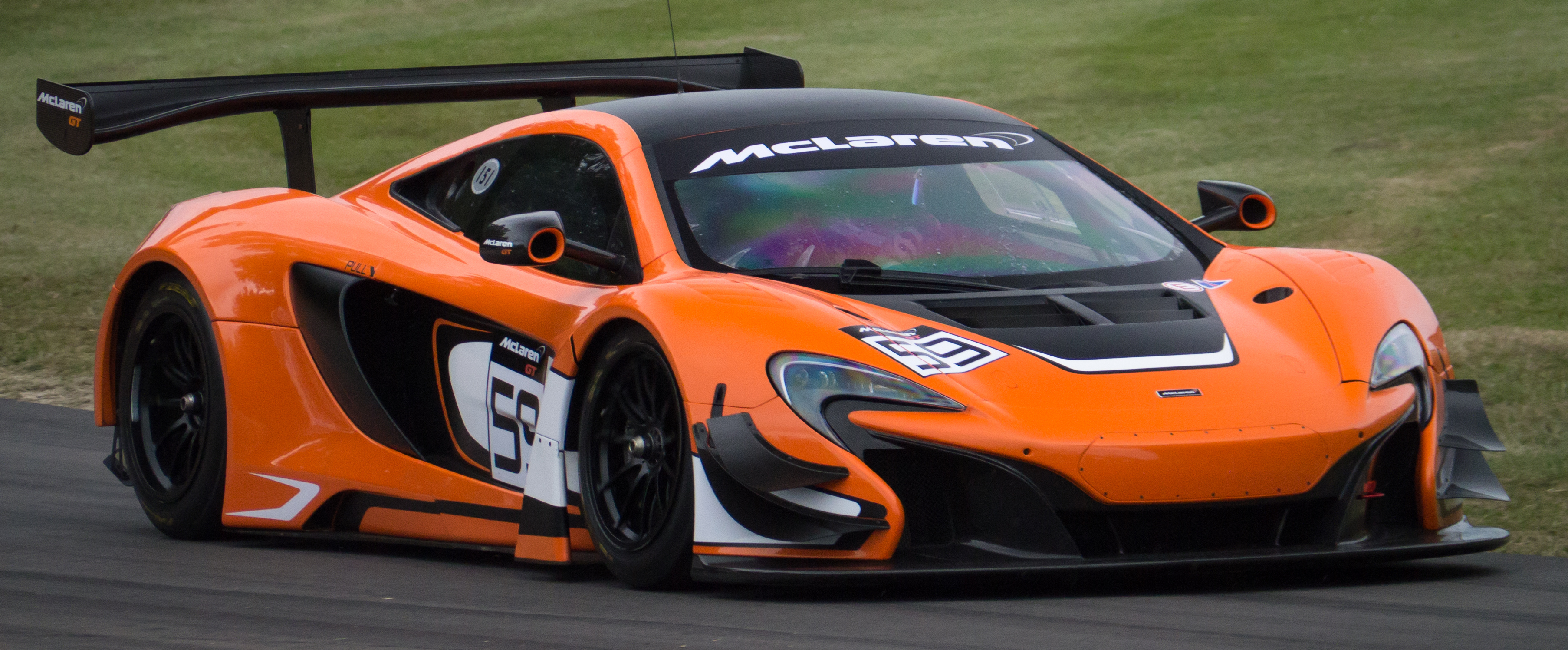
McLaren 650S GT3
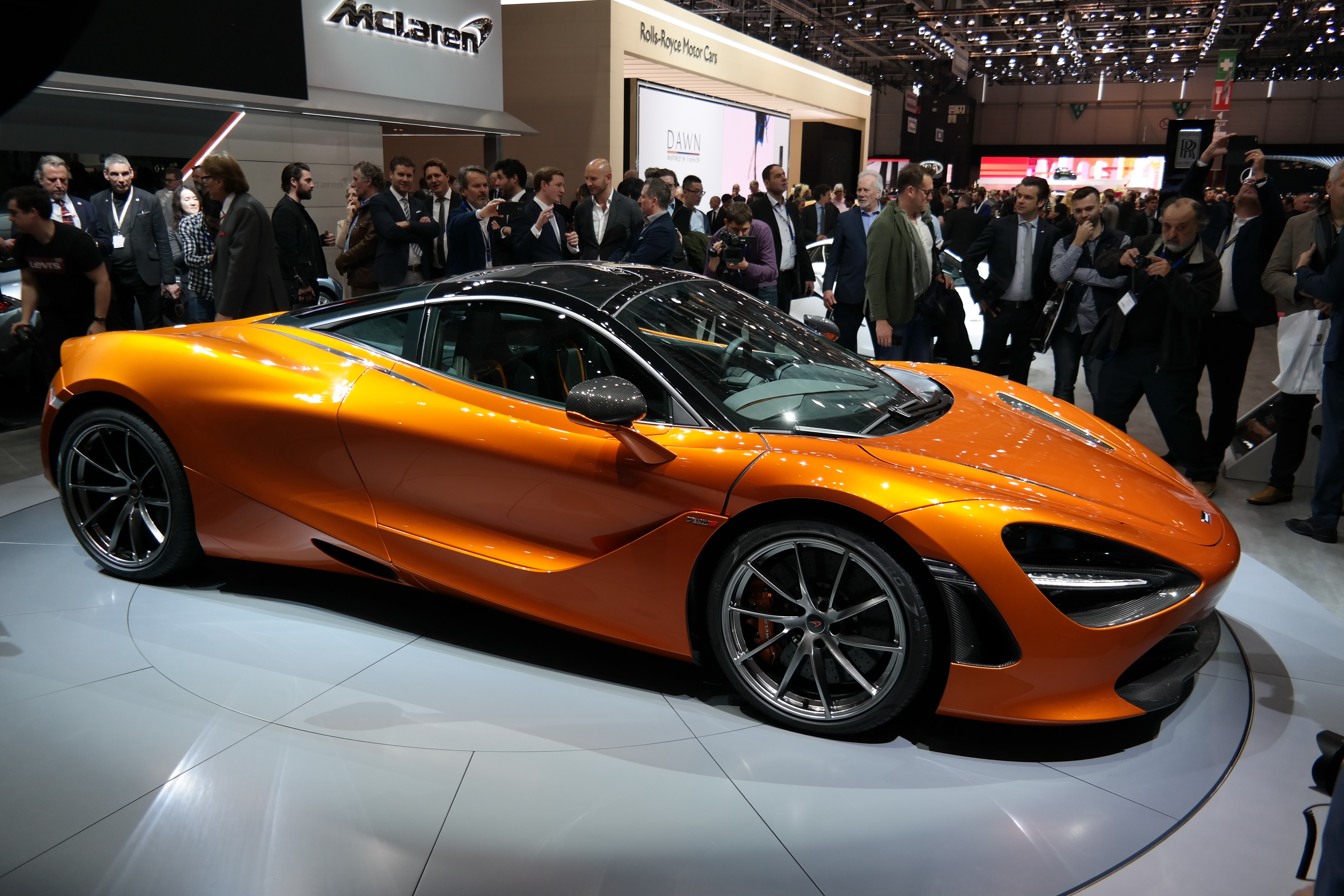
McLaren 720S de 2016

En avril 2008 il est nommé directeur du design chez McLaren Automotive, à la suite des designers Gordon Murray et Peter Stevens. Il élabore avec succès pour la marque, les nouvelles McLaren MP4-12C de 2011, McLaren P1 de 2012, concept-car McLaren X-1 de 2013, McLaren 650 S de 2014, McLaren 570S de 2015, McLaren 720S de 2016, McLaren P14 de 2017...